# Arundel (île)
Pour les articles homonymes, voir Arundel.
L'île de Arundel est une île située dans la province occidentale des Salomon, au nord-ouest de la Nouvelle-Géorgie et au sud de l'île de Kolombangara de laquelle elle est séparée par le détroit de Blackett.